# 青山なぎさ
青山 なぎさ（あおやま なぎさ、1998年5月16日 - ）は、日本の女性声優。Liella!のメンバー。
東京都出身。Apollo Bay所属。

## 経歴
東京都出身であるが、小学生の2年間だけは北海道に在住していたこともある。
小学生時代から父の影響で紛争関係の報道に接したことで「紛争地域の子供たちの人権を守る仕事がしたい」と考え、その分野について学べる中央大学総合政策学部に進学。しかし入学直後、自身が所属を希望していた目加田説子のゼミが目加田の海外出張で所属可能となる2年時に休講となることを知り挫折。これがきっかけで何か夢中になれることを見つけようとミュージカルサークルとアカペラサークルに所属。ミュージカル、アカペラとも完成度が高ければ高いほど達成感があることから向上心が湧いたもののサークル内が真剣にやりたい派と楽しくやりたい派によく分かれていたこと、仕事ではないため自身の考えを強要できないことからプロの世界を志し、大学2年生の終わりに、斎藤 渚（さいとう なぎさ）名義で、大学生を対象としたミスコンテスト『MISS CIRCLE CONTEST 2019』に参加し、準グランプリを獲得。
ラブライブ!シリーズの大ファンである従姉妹影響で自身もファンとなり、メディアミックス作品群『ラブライブ!スーパースター!!』の一般公募オーディションに応募し合格。2020年12月14日に、Apollo Bayへ所属となったことが発表された。翌2021年、同作の葉月恋役で声優デビュー。
中央大学総合政策学部卒業。
2022年4月からは『めざましテレビ』（フジテレビ系列）の「イマドキガール」にも起用され、声優業と並行する形で随時出演している。
26歳の誕生日を迎えた2024年5月16日、所属事務所Apollo Bay内のレーベル『Launch Vehicle』からソロアーティストプロジェクト活動開始を発表、同日に初の配信シングル『解放』をリリースするとともにMVを自身のYouTube公式チャンネル上で公開した。今後はLiella!と並行して活動を行う。また、11月4日には豊洲PITにてソロ名義での初ライブ『KAIHOU』を開催した。

## 人物
サツマイモを好んでおり、PUNYUSのIMOスウェットを愛用しており、ニコニコチャンネルプラスで配信されている番組『青山なぎさの勝手にIMO協会』の由来となっている。
自動車の運転免許証を保有している。

## 出演
太字はメインキャラクター。

### テレビアニメ
- ラブライブ!スーパースター!!（2021年 - 2024年、葉月恋[28]） - 3シリーズ[一覧 1]
- SYNDUALITY Noir（2023年 - 2024年、シエル[29]） - 2シリーズ[一覧 2]

### Webアニメ
- しんでゅありてぃ科学講座（2023年、シエル）

### ゲーム
- ラブライブ! スクールアイドルフェスティバル（2021年 - 2023年、葉月恋）
- ブラウンダスト（2022年、ハルカ[30]）
- ラブライブ! スクールアイドルフェスティバル2 MIRACLE LIVE!（2023年 - 2024年、葉月恋[31]）

### ラジオ
※はインターネット配信。
- 青山なぎさ・熊田茜音のnow training!!（2021年11月 - 2022年10月、HiBiKi Radio Station※）[32]
- 青山なぎさの勝手にIMO協会（2022年 - 、ニコニコチャンネルプラス※）[33][34]
- What a Wonderful Radio!!（2022年 - 2024年3月、TOKYO FM）[35]
- 青山なぎさのまよわずなぎさ（2022年7月、2023年 - 2025年、超!A&G+マンスリースペシャル※→超!A&G+※）[36][37][38]

### テレビ番組
- めざましテレビ（2022年4月11日[19] - 、フジテレビ） - イマドキガール[18]
- 全国10代投稿バラエティみんなのアップちゃん（2022年、ABEMA・ABC放送） - ナレーション[39]
- ぽっかる（2024年10月6日・13日、BS日テレ[40]）

### 舞台
- 朗読劇「世界から猫が消えたなら」（2022年6月22日・29日、シアター1010）- 彼女 & 猫（キャベツ）役[41]
- 江戸川乱歩 名作朗読劇『孤島の鬼』（2023年1月24日、紀伊國屋サザンシアター TAKASHIMAYA） - 木崎初代・樋口秀代・小林芳雄 他[42]
- Apollo Bay Presents Reading Live『シスターズ4 Part 2』（2023年3月27日・28日、科学技術館 サイエンスホ－ル）- 青山なぎさ、荒井瑠里、株元英彰、駒形友梨、鈴原希実、吉武千颯 他[43]
- 朗読劇『ドリアン・グレイの肖像』（2023年5月4日、TOKYO FM HALL）[44]
- 朗読劇「革命への行進曲 モーツァルトVS検閲官」（2023年8月3日、TOKYO FMホール） - ルイーザ・ピアニスト 役[45]
- 朗読劇『胡蝶ノ、ユメ』（2023年8月15日、TOKYO FMホール） - 大蔵ちとせ 役[46]
- 舞台「かげきしょうじょ!!」（2023年10月18日 - 22日、こくみん共済 coop ホール / スペース・ゼロ） - 野島聖 役[47]]
  - 舞台「かげきしょうじょ!!」第2章（2024年12月12日 - 18日、三越劇場）[48]
  - 舞台「かげきしょうじょ!!」第3章 The Final（2025年11月1日 - 5日〈予定〉、三越劇場）[49]
- ミュージカル「ナビレラ」（2024年5月18日 - 6月8日、シアタークリエ） - ドクチュルの孫娘 役[50][51]
- ミュージカル「ヒーロー」（2025年2月6日 - 3月2日〈予定〉、シアタークリエ） - ジェーン・フォスター 役（山下リオとWキャスト）[52]

### PV
- Liyuu「Yellow」（2023年2月22日[53]）

### その他コンテンツ
- 三菱UFJ信託銀行アプリ「Dprime」CM（2023年[54]）

## ディスコグラフィ

### シングル
| 発売日        | 商品名                      | 楽曲                            | 備考                                   |
| ------------- | --------------------------- | ------------------------------- | -------------------------------------- |
| 2024年5月16日 | 解放                        | 「解放」                        | ソロアーティスト活動開始後初のシングル |
| 2024年6月17日 | キミと                      | 「キミと」                      |                                        |
| 2024年12月6日 | 時が止まればいいのに        | 「時が止まればいいのに」        |                                        |
| 2025年4月11日 | ヴィクトリア ～勝利への扉～ | 「ヴィクトリア ～勝利への扉～」 |                                        |

### アルバム

#### オリジナルアルバム
|        | 発売日         | タイトル | 規格品番                                          | 規格品番  | オリコン 最高位 |
| 限定盤 | 発売日         | タイトル | 通常盤                                            |           | オリコン 最高位 |
| ------ | -------------- | -------- | ------------------------------------------------- | --------- | --------------- |
| 1st    | 2024年10月16日 | 解放     | LVNA-1001（初回限定盤A） LVNA-1002（初回限定盤B） | LVNA-1003 | 9位             |

#### ミニアルバム
|            | 発売日       | タイトル | 規格品番  | 規格品番  | オリコン 最高位 |
| 初回限定盤 | 発売日       | タイトル | 通常盤    |           | オリコン 最高位 |
| ---------- | ------------ | -------- | --------- | --------- | --------------- |
| 1st        | 2025年8月6日 | Roots    | LVNA-1005 | LVNA-1006 | 16位            |

### 映像作品
|     | 発売日        | タイトル                   | 規格品番  |
| --- | ------------- | -------------------------- | --------- |
| 1st | 2025年3月12日 | 青山なぎさ 1st LIVE KAIHOU | LVNA-1004 |

### タイアップ曲
| 楽曲                 | タイアップ                                          | 時期   |
| -------------------- | --------------------------------------------------- | ------ |
| 解放                 | BS11『アニゲー☆イレブン！』10月度エンディングテーマ | 2024年 |
| 時が止まればいいのに | BS11『アニゲー☆イレブン！』2月度エンディングテーマ  | 2025年 |

### キャラクターソング
| 発売日        | 商品名                                               | 歌                                       | 楽曲                                                | 備考                                  |
| ------------- | ---------------------------------------------------- | ---------------------------------------- | --------------------------------------------------- | ------------------------------------- |
| 2023年9月27日 | You&(A)I                                             | シエル（青山なぎさ）                     | 「You&(A)I」 「眩惑Desire」                         | テレビアニメ『SYNDUALITY Noir』挿入歌 |
| 2024年4月24日 | Your Song                                            | ノワール（古賀葵）、シエル（青山なぎさ） | 「Your Song」                                       | テレビアニメ『SYNDUALITY Noir』挿入歌 |
| 2024年4月24日 | Your Song【シエル盤】                                | シエル（青山なぎさ）                     | 「Daydream -シエル ver.-」                          | テレビアニメ『SYNDUALITY Noir』挿入歌 |
| 2024年5月29日 | SYNDUALITY Noir Blu-ray BOX I（特装限定版） 特典CD   | シエル（青山なぎさ）                     | 「God knows…」 「Super Driver」                     | テレビアニメ『SYNDUALITY Noir』関連曲 |
| 2024年7月24日 | SYNDUALITY Noir Blu-ray BOX II（特装限定版） 特典CD  | シエル（青山なぎさ）                     | 「記憶の海」 「Sincerely」                          | テレビアニメ『SYNDUALITY Noir』関連曲 |
| 2024年7月24日 | SYNDUALITY Noir Blu-ray BOX II（特装限定版） 特典CD  | シエル（青山なぎさ）、エリー（稲垣好）   | 「You&(A)I」                                        | テレビアニメ『SYNDUALITY Noir』関連曲 |
| 2024年9月25日 | SYNDUALITY Noir Blu-ray BOX III（特装限定版） 特典CD | シエル（青山なぎさ）                     | 「もってけ!セーラーふく」 「大大大大大好きな君へ♡」 | テレビアニメ『SYNDUALITY Noir』関連曲 |
| 2025年1月24日 | TVアニメ『SYNDUALITY Noir』ボーカルコレクション      | シエル（青山なぎさ）                     | 「Your Song -シエル ver.-」                         | テレビアニメ『SYNDUALITY Noir』関連曲 |

### その他参加作品
| 発売日       | 商品名                 | 歌         | 楽曲         | 備考                               |
| ------------ | ---------------------- | ---------- | ------------ | ---------------------------------- |
| 2023年5月3日 | 悪魔の子 from CrosSing | 青山なぎさ | 「悪魔の子」 | 『CrosSing - Music＆Voice-』関連曲 |

## 書籍

### 写真集
- 青山なぎさ1st写真集『Nagisa』（2024年2月28日発売、集英社）ISBN 978-4-08-790154-2 [61]

### デジタル写真集
- 彼女にしたい声優No.1（2021年10月28日、集英社、撮影：栗山秀作）[62]
- 僕の最高の彼女（2022年2月17日、集英社、撮影：佐藤佑一）[63]
- 青写真（2022年3月15日、集英社、撮影：堀内まり菜）[64]
- え、こんなにキレイだったの？（2022年9月15日、集英社、撮影：佐藤裕之）[65]
- お嬢様の夏休み（2022年9月26日、集英社、撮影：東京祐）[66]
- 『彼女にしたい声優』と一泊温泉旅行（2022年7月13日、集英社、撮影：熊谷貫）[67]
- Brillante（2022年8月21日、小学館、撮影：中村和孝）[68]
- 夏休みは終わらない。（2023年9月11日、集英社、撮影：東京祐）[69]
- 近距離の恋人（2023年11月7日、光文社）

### シリーズ一覧
1. ↑  第1期（2021年）、第2期（2022年）、第3期（2024年）
2. ↑  第1クール（2023年）、第2クール（2024年）